# إلسينوة
الإلسينوة (الاسم العلمي:Elsinoë) هي جنس من الفطريات تتبع الفصيلة الإلسينوية من رتبة المرنجيونيات.

## أنواع الإلسينوة
- إلسينوة أفوكادية
- إلسينوة كرمية
- إلسينوة جنوبية
- إلسينوة البطاطا الحلوة
- إلسينوة أوغندية
- إلسينوة فاوستية
- إلسينوة مانجية
- إلسينوة إجاصية
- إلسينوة راندية
- إلسينوة وردية
- إلسينوة قصب السكر
- إلسينوة الشاي
- إلسينوة عنبية
- إلسينوة التين الشائع
- إلسينوة الفول السوداني
- إلسينوة أرالية
- إلسينوة أمازونية
- إلسينوة أوروغوانية
- إلسينوة بانكسية
- إلسينوة برازيلية
- إلسينوة برقوقية
- إلسينوة بنفسجية
- إلسينوة بيضاء البذور
- إلسينوة تشيلية
- إلسينوة تينية
- إلسينوة خصيبة
- إلسينوة خنجرية
- إلسينوة رمانية
- إلسينوة زراوندية
- إلسينوة زيتونية
- إلسينوة زيتية الثمار
- إلسينوة صفصافية
- إلسينوة غويانية
- إلسينوة فاتكة
- إلسينوة فاصوليائية
- إلسينوة فنزويلية
- إلسينوة قرفية
- إلسينوة قرنية
- إلسينوة قشدية
- إلسينوة كاجية
- إلسينوة مسترجنة
- إلسينوة معايشة للياسمين
- إلسينوة نصفية الثمر
- إلسينوة نعناعية
- إلسينوة هدرانجية
- إلسينوة هندية
- إلسينوة وسكنسونية
- إلسينوة ياسمينية
- إلسينوة يطروفية